# Achatocarpus pubescens
Achatocarpus pubescens là một loài thực vật có hoa trong họ Achatocarpaceae. Loài này được C.H.Wright mô tả khoa học đầu tiên năm 1906.